# Digul (folyó)
A Digul (holland nevén Digoel) egy jelentős folyó Indonéziában, Új-Guinea szigetén. Hossza (853 km) és vízbősége alapján a sziget negyedik folyója (a Fly, a Sepik és a Mamberamo után), valamint a legnagyobb folyó az indonéz Pápua tartomány középső-keleti részén.

## Földrajza
A folyó a sziget központi részén, a 4700 méterig emelkedő Maoke-hegység (Digul- vagy Star-hegység) D-i oldalán ered 3700 m tszf-i magasságban (közel a Fly forráságaihoz). A hegyvidéki szakaszt elhagyva az alföldön mocsarakon vág keresztül D-i és délnyugati irányban, majd deltával torkollik az Arafura-tengerbe a Dolak szigettel átellenben. Mocsaras, lápos árterét nádasok szegélyezik. Mivel a folyó vidékén nincsenek járható és kiépített útvonalak ma is a folyó jelenti az egyetlen közlekedési útvonalat a mocsarakon át a sziget belsejében lévő termékeny dombokig és hegyvidékig. Nagyobb hajókkal Tanahmerah-tól (320 km-en), kisebbekkel a hegyek lábától járható. Ezt a mocsaras hajózható szakaszát gyakran Boven-Digul néven is említik. Hossza légvonalban a forrásától a torkolatáig viszonylag kicsi, de a sík vidéken nagyon kanyargós mederben halad a tengerig.

## Vízrajza
A Digul teljes hossza 853 km. A legészakibb deltaágával egyesülő Mappi folyóval összesen mintegy  45 900 km2 terület vizeit gyűjti össze. Köppen éghajlat besorolása szerint a Digul vízgyűjtője az Af (trópusi esőerdő) és Am (trópusi monszun) átmeneti típusba esik, évi 3500–4000 mm csapadékkal. Közepes vízhozama ennek megfelelően 4000 m3/s a deltánál.

## Deltája
Deltája egy viszonylag új, fejlődésben lévő árapály-delta széles és mély deltaágakkal, csatornákkal. Az időszakosan jelentkező árapály eléri az 5-7 métert. A delta évről évre gyorsan változik (új csatornák és deltaágak) mivel a partokon magas az ülepedési folyamat (agyaglerakódás, üledékes iszap). A delta élővilága gazdag, és bár hajózható, nagyon gyéren lakott.
A folyó medencéjéből származó üledékes anyag iszap formájában van jelen. A deltaágak vizei negyedéves üledéklerakódások, a környező síkságok hordalékos földek és mocsarak. Az üledéket alkotó anyagok főleg kvarcásványok (a szárazföldről származó kvarcok vagy terigén kvarcok), kalcit, kőzetdarabok, kagylóhéjak és biótatöredékek Archiválva 2021. január 13-i dátummal a Wayback Machine-ben.
A Digul-delta iszapszigeteit mocsári és erdei növényzet borítja. Dominánsak a mangrove (Avicenia alba, Rhizophora apiculata), a mahagóni (Xylocarpus moluccensis), a nipapálma (Nypa fruticans), a mocsári növény (Bruguiera cylindrica) fajok és ezek hibridjei (Rhizphora mucronata).

## Élővilága
A Digul vízgyűjtőjének gazdag és változatos az állatvilága. Körülbelül 100 endemikus faj található meg itt (nagy paradicsommadár, gyöngyös gyümölcsgalamb, új-guineai kígyónyakúteknős, kék bozótkakukk, Paradicsomi jégmadár, stb).